# Pita de les Bismarck
La pita de les Bismarck (Erythropitta novaehibernicae) és una espècie d'ocell de la família dels pítids (Pittidae) que habita els boscos de l'arxipèlag de les Bismarck.

## Subespècies
Segons la classificació de IOC World Bird List (versió 10.2, 2020) aquesta espècie està formada per 4 subespècies:
- E. n. novaehibernicae (Ramsay, EP, 1878), pròpia de l'illa de Nova Irlanda.
- E. n. extima (Mayr, 1955). De l'illa de Nova Hanover.
- E. n. splendida (Mayr, 1955), pròpia de l'illa de Tabar.
- E. n. gazellae (Neumann, 1908), de Nova Bretanya.

En altres classificacions, com ara la del Handbook of the Birds of the World and BirdLife International Digital Checklist of the Birds of the World (Versió 5, 2020), les dues darreres subespècies figuren com espècies de ple dret:
- Erythropitta novaehibernicae (sensu stricto) - pita de Nova Irlanda[1]
- Erythropitta splendida - pita de Tabar[2]
- Erythropitta gazellae - pita de Nova Bretanya[3]